# Əfrasiyab Bədəlbəyli

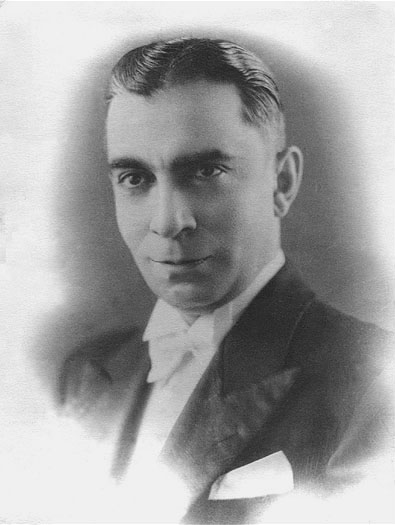
Əfrasiyab Bədəlbəyli

Əfrasiyab Bədəl oğlu Bədəlbəyli (auch Äfrasiyab Bädälbäyli, russisch Афрасияб Бадалбек оглы Бадалбейли́; * 19. April 1907 in Baku, Russisches Kaiserreich; † 6. Januar 1976 in Baku, Aserbaidschanische SSR, Sowjetunion) war ein sowjetisch-aserbaidschanischer Komponist, Dirigent, Musikwissenschaftler, Librettist und Publizist. Besondere Bedeutung hatte er in der Entwicklung des aserbaidschanischen Balletts.

## Leben

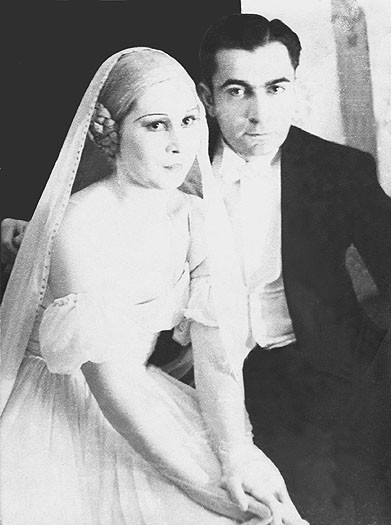
Bədəlbəyli mit seiner Ehefrau Qəmər Almaszadə

Əfrasiyab Bədəlbəylis Vater war Lehrer in Baku. Er selbst schloss 1930 ein Studium der Linguistik an der Orientalischen Fakultät an der Aserbaidschanischen Staatsuniversität ab. Daneben studierte er Musik. Ein Schwerpunkt seiner Tätigkeit war das Dirigieren. So gilt er als einer der ersten aserbaidschanischen Dirigenten. Diese Karriere begann 1927, als er die Oper Asli va Karam von Üzeyir Hacıbəyov leitete. Ab 1930 studierte er am Tschaikowski-Konservatorium in Moskau in der Dirigierklasse von Konstantin Solomonowitsch Saradschew und wurde 1932 graduiert. Von 1934 bis 1938 studierte er in der Kompositionsklasse von Boris Issaakowitsch Seidman (1908–1981) am Leningrader Konservatorium. Mehrere Jahre setzte er am Kirow-Theater als Assistent seine Dirigentenausbildung fort. Zunächst schrieb er die Musik zu diversen Theateraufführungen. Dazu gehörten Stücke von Mirzə Fətəli Axundov, Hüseyn Cavid, Səməd Vurğun und Cəfər Cabbarlı (1899–1934). Bədəlbəyli schrieb das erste aserbaidschanische Ballett Qız qalası [Turm der Jungfrauen]. Es wurde am 18. April 1940  am Staatlichen Aserbaidschanischen Opern- und Balletthaus uraufgeführt. Daneben schrieb er auch das Ballett Tərlan und 1941 gemeinsam mit seinem Lehrer Seidman die Oper Xalq qəzəbi [Volkszorn]. Aus Anlass des achthundertsten Geburtstags von Nizami Gəncəvi verfertigte er 1947 die Oper Nizami. Das Libretto zu seiner Oper Söyüdlər ağlamaz wurde in einem Wettbewerb mit einem 2. Preis ausgezeichnet. Neben den Klassikern der Konzertliteratur widmete er sich vor allem aserbaidschanischer Musik und seinen eigenen Kompositionen. Əfrasiyab Bədəlbəyli arbeitete auch als Publizist, Librettist und Übersetzer. Er schrieb die Textbücher zu den Opern Bahadur və Sona von Süleyman Ələsgərov, Qaraca qız von Əşrəf Abbasov und Qızıl açar von Boris Seidman sowie die zu seinen eigenen Werken. Ebenso übersetzte er diverse Textbücher ins Aserbaidschanische, unter anderem das Libretto von Peter Tschaikowskis Oper Jolanthe und das der Oper Il barbiere di Siviglia von Gioacchino Rossini.
Bədəlbəyli verfasste Abhandlungen, Bücher und Artikel zu Themen der Musiktheorie und Musikgeschichte wie Musiqi haqqında söhbət [Über Musik reden], die Monographie Gurban Pirimov und das Musiklexikon Musiqi terminləri lüğəti [Glossar der Musikbegriffe] sind wichtige musikalische Bücher in aserbaidschanischer Sprache. Er war Redaktionsmitglied der Zeitung Ədəbiyyat və incəsənət [Literatur und Kunst] und des Magazins Elm və həyat [Wissenschaft und Leben] sowie Mitglied des Redaktionsausschusses der Azərbaycan Sovet Ensiklopediyası [Aserbaidschanischen Sowjetenzyklopädie]. Er war künstlerischer Leiter des Staatlichen Rundfunkkomitees Aserbaidschans und der Aserbaidschanischen Staatsphilharmonie. Er war seit Gründung der Gesellschaft aserbaidschanischer Komponisten Vorstandsmitglied und viele Jahre Leiter der Abteilung Musikwissenschaften. Bis zu seinem Tod wirkte er als Dirigent am Staatlichen Aserbaidschanischen Opern- und Balletthaus in Baku.

## Werke (Auswahl)

### Opern
- Nizami, 1948
- Söyüdlər ağlamaz, 1971

### Ballette
- Tərlan, 1939 Kinderballett
- Qız qalası, 1940

### Orchesterwerke
- Bütün hakimiyyət Sovetlərə, 1930 Sinfonisches Gedicht
- Miniatürlər, 1931 Sinfonische Fantasie
- Təntənəli marş für Sinfonieorchester
- Balet süitası, 1943 für Sinfonieorchester
- Simfonietta, 1950 – Orchester mit Volksinstrumenten in drei Teilen
- Xoreoqrafik freskalar, 1973

### Bücher
- Musiqi haqqında söhbət, 1953
- Qurban Primov haqqında monoqrafiya, 1955
- Musiqi terminləri lüğəti, 1956
- Azərbaycan Dövlət Opera və Balet Teatrı, 1959
- İzahlı monoqrafik musiqi lüğəti, 1969